# Elsie Rockwell
Elsie Rockwell Richmond (Texas, 1945) es una historiadora y antropóloga mexicana, especialista en investigación educativa. 

## Biografía
Elsie Rockwell, hija de padre  norteamericano y madre mexicana, optó por la nacionalidad mexicana. Durante su infancia y juventud vivió en México, país donde cursó la educación básica. También pasó algunos años de su juventud en Perú y en Inglaterra.
Estudió Historia en el Pomona College de California, recibiendo el título de B.A. (Bachiller en artes) en 1966. Luego, recibió el título de M.A. (Máster en artes) en Historia en la Universidad de Chicago en 1968. Realizó estudios de Antropología en el IIA de la Universidad Nacional Autónoma de México y en 1996 obtuvo el Doctorado en Ciencias con especialidad en Investigación Educativa en el Centro de Investigación y de Estudios Avanzados en México.
Su interés en la educación nació al participar en proyectos educativos con niños y niñas de familias mexicanas en California y Texas. Más adelante, trabajó con comunidades y promotores indígenas en Oaxaca y posteriormente laboró en la Secretaría de Educación Pública, en los inicios de la educación bilingüe. En 1973, se incorpora al Departamento de Investigaciones Educativas (DIE), en donde inicialmente colaboró en la elaboración de los libros de textos gratuitos de Ciencias Naturales y coordinó el proyecto de los Manuales del Instructor Comunitario del Consejo Nacional de Fomento Educativo. Se le encomendó estudiar cómo estos libros eran utilizados en las escuelas, por lo que comenzó a tener un contacto más directo con el mundo escolar, lo que propició los inicios en su trabajo de investigación etnográfica en educación, de la cual es actualmente referente. En la década de 1990, comienza una línea de investigación histórica sobre la educación en Tlaxcala, con el objetivo de comprender los orígenes y trayectorias de las escuelas en esa región. En esta investigación se fusionan su formación en historia y en antropología, y se convierte en la base de su tesis de doctorado. Su trabajo permitió darle lugar a la investigación educativa en el campo de la antropología histórica.
Actualmente, es investigadora del Departamento de Investigaciones Educativas del Centro de Investigación y de Estudios Avanzados del Instituto Politécnico Nacional, donde recibió el nombramiento de Emérita en 2016. Desde 2002, es Nivel III del Sistema Nacional de Investigadores de México. I Ha contribuido a la formación de muchas generaciones de estudiantes y dirigido más de treinta tesis de posgrado.

## Publicaciones académicas
Rockwell ha publicado numerosos artículos y capítulos académicos y de divulgación. También, es autora de decenas de libros. Entre los más destacados se encuentran: 
- La escuela cotidiana, editado por el Fondo de Cultura Económica en 1995.
- Hacer escuela, hacer estado. La educación posrevolucionaria vista desde Tlaxcala, editado por el Colegio de Michoacán en 2007.
- La experiencia etnográfica. Historia y cultura en los procesos educativos, editado por Paidós en 2009.
- "Comparing Ethnographies. Local Studies of Education across the Americas" K. Anderson-Levitt y E. Rockwell, publicado por AERA en 2016.
- "Antología esencial: Elsie Rockwell, Vivir entre escuelas"'', editado en línea por CLACSO en 2018.  https://www.clacso.org.ar/libreria-latinoamericana/libro_detalle.php?id_libro=1344&orden=&pageNum_rs_libros=0&totalRows_rs_libros=1280

## Premios
Ha obtenido varios premios. Entre los más destacados:
- El premio Spindler Award en reconocimiento a su trayectoria académica, en 2013, otorgado por el Council of Anthropology and Education de la American Anthropological Association
- Premio Francisco Javier Clavijero al mejor trabajo de investigación correspondiente al área de Historia y Etnohistoria en 2008, otorgado por el Consejo Nacional para la Cultura y las Artes a través del Instituto Nacional de Antropología e Historia de México.